# Malcolm Gladwell
Malcolm Timothy Gladwell CM (sinh ngày 3 tháng 9 năm 1963) là một nhà báo, tác giả, và diễn giả gốc Canada sinh ra tại Anh. Ông là một cây bút của báo The New Yorker từ năm 1996. Tính đến hiện tại, ông đã viết 5 cuốn sách: Điểm Bùng Phát: Làm thế nào những điều nhỏ bé tạo nên khác biệt lớn lao?(2000); Trong Chớp Mắt: Sức mạnh của việc nghĩ mà không cần suy nghĩ (2005); Những Kẻ Xuất Chúng: Cái nhìn mới lạ về nguồn gốc của thành công (2008); Chú Chó Nhìn Thấy Gì: Lật tẩy những góc khuất trong cuộc sống xã hội (2009) - đây là một tập hợp của các bài báo Malcolm tâm đắc nhất; và David và Goliath: Cuộc đối đầu kinh điển và nghệ thuật đốn ngã những gã khổng lồ (2013). Tất cả năm cuốn sách đều trở thành Best-Seller - nằm trong danh sách Bán Chạy Nhất của The New York Times. Bên cạnh đó, ông cũng là người chủ trò của podcast (cuộc hội đàm) Xét lại Lịch sử.
Sách và bài viết của Gladwell thường tiếp cận và giải quyết vào những mối liên hệ đầy bất ngờ, ẩn sau những sự việc trong xã hội và các nghiên cứu khoa học xã hội. Ông cũng thường xuyên đào sâu, mở rộng ý nghĩa, ứng dụng của các nghiên cứu lí thuyết, học thuật, đặc biệt là trong lĩnh vực xã hội học, tâm lý học, và tâm lý học xã hội. Gladwell được trao cho Huân chương Canada - Huân chương cao quý thứ hai của Canada vào ngày 30 tháng 6 năm 2011.

## Thời niên thiếu
Gladwell sinh ra ở Southampton, Hampshire, Anh. Mẹ của ông là Joyce Gladwell, một nhà tâm lý sinh ra tại Jamaica. Cha của ông là Graham Gladwell là một giáo sư toán học từ Kent, Anh.
Gladwell từng cho biết, mẹ ông đóng vai trò gương mẫu của một tác  giả đối với chính ông. Khi ông lên 6, gia đình ông chuyển từ Southampton tới Elmira, Ontario, Canada.
Ngay từ đầu, cha của Gladwell đã nhận ra con trai mình là một cậu bé tư duy độc lập độc đáo, và đầy tham vọng. Khi Malcolm 11 tuổi, cha của ông - một giáo sư Toán học và Kỹ thuật tại trường Đại học của Waterloo, đã cho phép con trai mình lang thang xung quanh khuôn viên trường đại học mình giảng dạy. Chính điều ấy đã thổi bùng niềm ham đọc sách và sự yêu thích thư viện của cậu bé. Vào mùa xuân năm 1982, Gladwell thực tập tại Trung tâm Báo chí Quốc gia Hoa Kỳ tại Washington, D. C. Ông tốt nghiệp ngành Lịch sử của Đại học Trinity, Toronto, năm 1984.

## Sự nghiệp
Điểm số tốt nghiệp của Gladwell tại trường đại học không được tốt cho lắm, như Gladwell từng đề cập: "đại học không phải là... quãng thời gian hiệu quả để nâng cao tri thức đối với bản thân tôi"), vì vậy ông quyết định đi vào ngành quảng cáo. Sau khi bị khước từ bởi tất cả các công ty quảng cáo mình ứng tuyển, ông chấp nhận vị trí viết báo tại tờ The American Spectator và chuyển đến bang Indiana. Sau đó, ông đã viết cho tờ Insight on the News, tạp chí thuộc về Giáo hội Thống nhất của Sun Myung Moon. Năm 1987, Gladwell bắt đầu phụ trách mảng kinh doanh và khoa học cho tờ Washington Post, ông làm việc tại tờ báo này cho đến năm 1996. Trong một bài viết giải thích về quy tắc 10.000 giờ mà ông đề cập trong a, Gladwell viết: "tôi từng là một kẻ hết thuốc chữa ở thời điểm bắt đầu, và tôi cảm thấy mình giống như một chuyên gia ở thời điểm cuối cùng. Phải mất đến 10 năm - chuẩn là quãng thời gian dài như thế đấy."
Khi Gladwell bắt đầu làm tại tờ The New Yorker vào năm 1996, ông muốn "khai phá các nghiên cứu học thuật hiện tại cho những điều ẩn sâu bên trong vạn vật (insights), tổng quát thành lí luận, hướng đi hoặc là truyền cảm hứng". Chủ đề đầu tiên mà ông được giao viết là về thời trang. Thay vì viết về thời trang cao cấp, Gladwell đã chọn một người đàn ông sản xuất áo thun, ông viết: "việc viết về một người sản xuất ra chiếc áo thun giá 8 đô sẽ thú vị hơn so với việc viết về một bộ cánh giá 100000 đô. Ý tôi là, bạn và tôi có thể sản xuất một bộ cánh giá trăm ngàn đô, nhưng việc sản xuất một chiếc áo thun 8 đô – nó khó khăn hơn nhiều."
Gladwell trở nên nổi tiếng với hai bài viết trên tờ New Yorker năm 1996: "Điểm Bùng Phát" và "The Coolhunt" Hai bài viết sau này đã trở thành nền tảng cho cuốn sách đầu tiên của Gladwell: Điểm Bùng Phát (The Tipping Point) - quyển sách mang về cho ông 1 triệu đô. Ông vẫn tiếp tục viết cho The New Yorker. Vào tháng 7 năm 2015, ông là chủ đề được đề cập nhiều lần trong bản tin New Yorker của Henry Finder. Gladwell cũng từng là một biên tập viên cho tờ Grantland, một báo thể thao điện tử, trang web được tạo bởi cựu bình luận viên của ESPN - Bill Simmons.

## Tác phẩm
Sau sự thành công của Gladwell với 5 cuốn sách kể trên. Vào tháng 10 năm 2019, ông đã cho ra mắt cuốn sách thứ 6 với tựa đề tiếng Việt là: Đọc Vị Người Lạ: Điều ta nên biết về những người không quen biết. Hiện nay cả sáu cuốn sách đã được dịch và xuất bản chính thức bởi NXB Thế Giới và được cung cấp bởi Alpha Books.
Khi được hỏi về quá trình viết sách, ông nói: "Có hai điều tôi quan tâm tương đương. Một là thu thập những câu chuyện thú vị, và điều kia là thu thập các nghiên cứu thú vị. Còn thứ mà tôi đang tìm kiếm là những gì tương đồng giữa chúng".

### Điểm Bùng Phát
Cảm hứng đầu tiên cho cuốn sách đầu tay Điểm Bùng Phát đến từ đợt ân xá tội phạm bất ngờ ở thành Phố New York. Ông muốn cuốn sách có một sức hấp dẫn lớn hơn chứ không chỉ là tội phạm, và ông đã tìm ra cách viết về hiện tượng này bằng cách giải thích một hiện tượng tương tự qua lăng kính của dịch tễ học. Khi Gladwell là một phóng viên của tờ Washington Post, ông từng phụ trách chủ đề về đại dịch AIDS. Ông bắt đầu chú ý đến chủ đề "các bệnh dịch lạ là như thế nào", và từ đó ông nhận ra một nhà dịch tễ học "có một góc nhìn khác về thế giới". Thuật ngữ "điểm bùng phát" cũng xuất phát từ ngành dịch tễ học, đó là thời điểm khi virus đạt đến lượng nhất định - lượng tới hạn và bắt đầu lây lan ở một tỷ lệ cao hơn nhiều.

### Chú Chó Nhìn Thấy Gì?
Đây là cuốn sách thứ tư của Gladwell được xuất bản vào ngày 20 năm 2009. Chú Chó Nhìn Thấy Gì là tập hợp những bài phóng sự mà Gladwell tâm đắc nhất trên tờ The New Yorker từ khi ông trở thành một nhà báo năm 1996. Điểm tương đồng giữa các bài viết tưởng như chẳng điểm chung gì này là: Gladwell đang dẫn dắt chúng ta nhìn thế giới qua con mắt của những người khác, tiêu biểu nhất là dưới góc nhìn của một giống loài khác - một chú chó.

### Đọc Vị Người Lạ
Cuốn sách thứ sáu của Gladwell được coi là chuyến phiêu lưu trí tuệ kinh điển, thứ mà đã trở thành thương hiệu của ông. Trong cuốn sách này, Gladwell đem tới một hành trình đầy thử thách và đa chiều cho người đọc khi cùng ông xem xét lại lịch sử, tâm lý và các vụ xì căng đan hiện hữu trên các phương tiện đại chúng. Kể từ sau cuốn sách David và Goliath, ông mới lại cho ra đời một cuốn sách hướng dẫn nghẹt thở trong những thời đại hỗn mang.

### Các bài phóng sự lẻ
Trong một bài viết tháng 7 năm 2002 trên tờ The New Yorker Gladwell đã đưa ra khái niệm về "Tài năng Huyền thoại" (The Talent Myth) mà các công ty và tổ chức cho là không chính xác. Nghiên cứu này điều tra các kỹ thuật quản lý và quản trị khác nhau mà các công ty - cả các công ty chiến thắng và thua cuộc, đã sử dụng. Ông cho rằng quan niệm sai lầm dường như là do quản lý và điều hành đã quá vội vàng trong phân loại nhân viên khi chưa có đủ hồ sơ, thông tin về quá trình làm việc và do đó quyết định quá sớm. Nhiều công ty tin tưởng vào quyết định thưởng lương và thăng chức cho các nhân viên "ngôi sao" hơn hẳn các nhân viên khác. Tuy nhiên, với sự gia tăng nhanh chóng của những người lao động thiếu kinh nghiệm và thiếu sự đánh giá sâu sát về sự thể hiện khi làm việc, sự thăng chức thường thực hiện không chính xác, đưa nhân viên vào những vị trí mà họ không nên có và giúp những nhân viên đã giàu kinh nghiệm lại càng giàu kinh nghiệm. Ông cũng chỉ ra rằng theo hệ thống này, những người có tính cách yêu bản thân, những người nhân cách ái kỷ, có nhiều khả năng leo lên thang bậc cao trong tổ chức và xã hội. Có hai loại ái kỷ, loại thứ nhất thấy thỏa mãn hơn khi đạt thành tựu và ít tự trách khi thất bại so với người khác; loại thứ hai thấy mình luôn luôn yếu kém. Chính vì thế họ leo được lên thang bậc cao, và khi đạt được vị trí cao, cả hai loại người ái kỷ này sẽ trở thành các nhà quản lý tồi tệ nhất và hệ thống tăng thưởng cho các "ngôi sao" sẽ làm công ty trở nên tồi tệ hơn. Gladwell cho rằng các công ty đạt thành công dài hạn nhất là những công ty đặt việc khen thưởng bằng trải nghiệm lên trên hết mọi thứ và đòi hỏi thời gian dài hơn để thăng chức cho nhân viên.

## Đón nhận của công chúng

### Tích cực
Điểm Bùng Phát nằm trong bảng xếp hạng những tựa sách hay nhất thế kỷ đánh giá bởi khách hàng trên trang Amazon.com, bảng xếp hạng của The A.V. Club, The Guardian, và The Times. Nó cũng là cuốn sách Phi hư cấu bán chạy thứ 5 trong thập kỷ của Barnes and Nobles.
Cuốn Trong Chớp Mắt (Blink) nằm trong những cuốn sách bán chạy nhất năm 2005 của tạp chí Fast Company. Nó cũng cuốn Phi hư cấu được độc giả yêu thích thứ 5 trên Amazon và lọt top các cuốn sách Phi hư cấu hay nhất của The Christian Science Monitor năm 2005. Không chỉ là cuốn sách thời vụ, nó cũng lọt vào top 50 cuốn sách được độc giả yêu thích nhất thập kỷ của Amazon.
Những Kẻ Xuất Chúng là cuốn sách bán chạy nhất theo tờ New York Times trong 11 tuần liền và là 1 trong 10 cuốn hay nhất đánh giá bởi tạp chí Time và tờ San Francisco Chronicle năm 2008.
Trong bài review cuốn Trong Chớp Mắt - Blink, The Baltimore Sun gọi Gladwell là "nhà báo thuần chất Mỹ nhất kể từ Tom Wolfe". Farhad Manjoo tại tờ Salon mô tả cuốn sách là "một niềm vui thật sự. Nằm trong tác phẩm hay nhất của Gladwell, Trong Chớp Mắt tràn ngập những sự thật sâu sắc đáng ngạc nhiên về thế giới của chúng ta, và chính bản thân chúng ta." Tờ The Economist gọi Những Kẻ Xuất Chúng là "một tác phẩm lôi cuốn chứa đựng thông điệp hệ trọng". David Leonhardt đã viết trong New York Times Book Review: "Trong một thế giới sách Phi hư cấu rộng lớn, Malcolm Gladwell gần như là tài năng duy nhất tồn tại đến hôm nay" và Những Kẻ Xuất Chúng "buộc bạn phải suy nghĩ nghiền ngẫm những lý thuyết đầy sáng tạo của nó nhiều ngày sau đó". Ian Sample nhận xét trên tờ The Guardian: "Mang lại với nhau, các mảnh tạo thành một chói hồ sơ của Gladwell nghệ thuật. Đó là chiều sâu của mình để nghiên cứu và rõ ràng trong lập luận của mình, nhưng nó là chiều rộng của đối tượng, ông áp dụng cho chính mình đó là thật sự ấn tượng."

### Tiêu cực
Gladwell được những nhà phê bình miêu tả như một tác giả có thiên hướng đơn giản hóa. The New Republic gọi chương cuối cùng của Những kẻ xuất chúng là "không thể bị lay chuyển bởi bất cứ suy nghĩ phản biện nào" và cho rằng Gladwell tin vào "một giai thoại hoàn hảo chứng minh cho một quy luật kỳ quặc". Gladwell cũng đã bị chỉ trích cho ông nhấn mạnh vào bằng chứng giai thoại (anecdotal evidence) hơn nghiên cứu để hỗ trợ kết luận của mình. Maureen Tkacik và Steven Pinker không thừa nhận và thách thức tính toàn vẹn trong cách tiếp cận của Gladwell. Ngay cả khi Steven Pinker ca ngợi về phong cách viết và nội dung của Gladwell, tóm lược về Gladwell như "một tiểu thiên tài - kẻ đã vô thức chứng minh được sự may rủi của lý thuyết thống kê", Pinker cũng cáo buộc Gladwell như "kẻ mắc lỗi suy luận hái anh đào những giai thoại, ngụy biện post-hoc và phân đôi giả" trong cuốn Những Kẻ Xuất Chúng.
Một sai lầm của Gladwell là nhầm khái niệm "vectơ riêng" (eigenvalue) thành "igon value", Pinker chỉ trích sự thiếu chuyên môn này như sau: "tôi sẽ đặt tên cho lỗi này là "Vấn đề Igon Value": khi một tác giả viết về một vấn đề chuyên môn và cần phỏng vấn chuyên gia, anh ta thường có khuynh hướng nhận xét khái quái lại theo kiểu giản đơn sáo rỗng, cùn hoặc sai lầm." Một cây bút của tờ The Independent, bắt lỗi Gladwell đưa ra những sự thật ngầm hiểu quá "dễ thấy". Tờ The Register phê phán Gladwell lập luận dựa trên mối liên hệ và tương đồng quá yếu và bình luận rằng Gladwell có "ác cảm với thực tế", họ viết thêm: "Gladwell đã gây dựng sự nghiệp bằng cách đưa ra những sự thật giản đơn, sáo rỗng cho người khác, tô vẽ nó với ngôn từ hoa mỹ và với các phương pháp khoa học ấn tượng." Đồng quan điểm, tờ The New Republic gọi ông là "Tác giả viết Truyện cổ tích có Lương hậu hĩnh nhất nước Mỹ". Cách tiếp cận vấn đề của Gladwell còn được châm biếm bởi trang web trực tuyến "The Malcolm Gladwell Book Generator".

Năm 2005, Gladwell nhận được 45 nghìn đô từ việc diễn thuyết. Năm 2008, ông có "khoảng 30 bài phát biểu một năm — nhiều bài đáng giá hàng chục ngàn đô la, một số bài miễn phí", theo một hồ sơ ở tạp chí New York. Năm 2011, ông có 3 buổi nói chuyện với các doanh nhân trong tour diễn thuyết đến vùng Ba bang được tổ chức bởi Ngân hàng Mỹ. Các chương trình, được mang tên "Diễn đàn các doanh nghiệp nhỏ của Ngân hàng Mỹ: Cuộc nói chuyện với Malcolm Gladwell" ("Bank of America Small Business Speaker Series: A Conversation with Malcolm Gladwell"). Paul Starobin, viết trong Columbia Journalism Review: "mấu chốt của toàn bộ sự kiện có lẽ nằm ở chỗ là nó đã tạo ra được sợi dây kết nối giữa một thương hiệu mờ nhạt (ngân hàng Mỹ) và một thương hiệu đầy lôi cuốn (một nhà báo được biết đến như hình mẫu của những điều thú vị)". Một bài viết của Clara Jeffrey trên tờ Washington Post đặt ra những câu hỏi: "Malcolm Gladwell - Phát ngôn viên mới của Ngân hàng Mỹ?" Biên tập viên Clara Jeffrey của tờ Mother Jones cho rằng công việc Gladwell làm cho Bank of America là một "buổi phô bày tệ hại về mặt đạo đức". Sau đó, Gladwell đính chính ông không hề biết Bank of America lại "khoe khoang về những cuộc nói chuyện của mình" cho đến khi tờ Atlantic Wire gửi mail cho ông. Gladwell nói:
"Vừa qua, tôi có một buổi nói chuyện về sự đổi mới với những doanh nhân ở Los Angeles, được tài trợ bởi Bank of America. Những doanh nhân thích thú với bài nói chuyện và yêu cầu tôi cùng thảo luận tại hai sự kiện nhỏ khác - tại Dallas và sự kiện ở D.C ngày hôm qua. Không có gì khác biệt với bất kỳ buổi biểu diễn nào khác. Đó là chừng mực mọi thứ. Tôi chưa từng được yêu cầu làm bất cứ điều gì khác và chưa bao giờ tưởng tượng về điều già khác."
Năm 2012, chương trình 60 Phút của CBS đã quy kết nguyên do của xu hướng ép những đứa con 5 tuổi học lại lớp mẫu giáo (thuật ngữ tiếng Anh là "redshirting") của các bậc cha mẹ người Mỹ nhằm giúp con đạt lợi thế trong trường mẫu giáo chính là vì cuốn Những Kẻ Xuất Chúng của Gladwell.

## Giải thưởng và vinh danh
- 2005 tờ Time đưa tên Gladwell vào danh sách 100 người có ảnh hưởng nhất thế giới.
- 2007 Giải thưởng Phóng sự Xuất sắc nhất về các Vấn đề Xã hội của Liên hiệp Xã hội học Mỹ
- 2007 bằng danh dự của trường Đại học của Waterloo.[48]
- 2011 bằng danh dự của Đại học Toronto